# Steve Goodrich
Steven Withington "Steve" Goodrich (Bruselas, Bélgica, 18 de marzo de 1976) es un exjugador de baloncesto estadounidense que disputó dos temporadas en la NBA, además de jugar en la Liga ACB, la Liga EBA, la liga italiana, la Bundesliga, la liga turca y la Superliga de Ucrania. Con 2,05 metros de estatura, jugaba en la posición de pívot.

## Trayectoria deportiva

### Universidad
Jugó durante cuatro temporadas con los Tigers de la Universidad de Princeton, en las que promedió 10,8 puntos, 3,6 rebotes y 2,1 asistencias por partido. En sus tres últimas temporadas fue incluido en el mejor quinteto de la Ivy League, liderando en todas ellas la clasificación de porcentaje de tiros de campo de la conferencia. Además, en 1998 fue elegido MVP.

### Profesional
Tras no ser elegido en el Draft de la NBA de 1998, comenzó su andadura profesional en el Girona Gavis de la liga ACB, donde únicamente disputó 5 partidos, en los que promedió 7,4 puntos y 4,4 rebotes, siendo cortado en el mes de octubre y reemplazado por Tim Kempton.
Regresó a su país para fichar en enero de 1999 por los New Jersey Nets, pero fue despedido sin llegar a debutar. Volvió a España para jugar en el UB La Palma de la liga EBA, volviendo a Estados Unidos para jugar en una liga menor, la IBL. En 2000 ficha por el Olimpia Milano de la liga italiana, donde jugó una temporada en la que promedió 9,0 puntos y 3,1 rebotes por partido.
De vuelta en su país, fichó por los Chicago Bulls por diez días, debutando finalmente en la NBA. Jugó doce partidos en los que promedió 1,6 puntos y 1,8 rebotes. Tras renunciar los Bulls a sus derechos, la temporada siguiente firma con los Nets, donde apenas disputa 9 partidos antes de ser cortado. Regresa a Europa para jugar en el Phantoms Braunschweig de la Bundesliga, y al año siguiente en el Darüşşafaka S.K. de la liga turca, donde promedió 13,0 puntos y 5,0 rebotes por partido. Acabó su carrera profesional jugando un año en el BC Kiev de la Superliga de Ucrania, con los que disputó además el FIBA EuroChallenge, en el que promedió 17,3 puntos y 7,4 rebotes por partido.

## Estadísticas de su carrera en la NBA

### Temporada regular
| Temporada | Edad | Equipo          | Liga | P  | TIT | MIN  | TC  | TCA | %TC  | 3P  | 3PA | %3P  | TL  | TLA | %TL  | R.OF. | R.DEF. | REB | ASIS | ROB | TAP | PER | FP  | PTS |
| 2000-01   | 24   | Chicago Bulls   | NBA  | 12 | 0   | 11.1 | 0.6 | 1.5 | .389 | 0.1 | 0.3 | .333 | 0.3 | 0.6 | .571 | 0.6   | 1.2    | 1.8 | 0.5  | 0.2 | 0.1 | 0.7 | 1.2 | 1.6 |
| 2001-02   | 25   | New Jersey Nets | NBA  | 9  | 0   | 5.6  | 0.2 | 1.1 | .200 | 0.0 | 0.0 |      | 0.1 | 0.2 | .500 | 0.1   | 0.4    | 0.6 | 0.6  | 0.1 | 0.2 | 0.3 | 1.1 | 0.6 |
| Total     |      |                 | NBA  | 21 | 0   | 8.7  | 0.4 | 1.3 | .321 | 0.0 | 0.1 | .333 | 0.2 | 0.4 | .556 | 0.4   | 0.9    | 1.2 | 0.5  | 0.1 | 0.1 | 0.5 | 1.1 | 1.1 |